# Юрий Ковальов
Юрий Ковальов (на руски: Юрий Ковалёв) е съветски футболист.

## Кариера
Известен е с престоя си в Локомотив Москва през 1954-1959 г. и 1962-1965 г. След среброто с Локомотив през 1959 г., Ковальов преминава в Динамо Киев с надеждата, че ще попадне в националния отбор. Година по-късно той заиграва за ЦСКА Москва, а след това се връща в Локомотив.
Във висшата лига на СССР изиграва 240 мача и отбелязва 29 гола.
След приключване на кариерата си, не получава възможност да работи в Локомотив на позицията треньор, въпреки че има висше образование. Ковальов започва работа за АЗЛК, където става монтьор и не се връща във футбола.

## Отличия

### Отборни
Локомотив Москва
- Купа на СССР по футбол: 1957

### Международни
СССР
- Европейско първенство по футбол: 1960